# 莱斯坎 (上加龙省)
莱斯坎（法語：Lescuns）是法国上加龙省的一个市镇，属于米雷区（Muret）卡泽雷县（Cazères）。该市镇总面积3.01平方公里，2009年时的人口为54人。

## 人口
莱斯坎人口变化图示